# Piotr Szeliga
Piotr Szeliga (ur. 12 października 1977 w Biłgoraju) – polski polityk, działacz samorządowy i nauczyciel, poseł na Sejm VII kadencji.

## Życiorys
Pracował jako nauczyciel języka niemieckiego w szkole podstawowej w Biłgoraju. W 2006 uzyskał tytuł zawodowy magistra teologii na Uniwersytecie w Trewirze. W wyborach samorządowych w tym samym roku bezskutecznie ubiegał się o mandat radnego Biłgoraja z ramienia lokalnego ugrupowania. W wyborach w 2010 został wybrany do rady tego miasta z listy Prawa i Sprawiedliwości, objął funkcję przewodniczącego klubu radnych PiS. W wyborach parlamentarnych w 2011 został liczbą 8222 głosów wybrany na posła w okręgu chełmskim. W Sejmie VII kadencji przystąpił do klubu parlamentarnego Solidarna Polska. Zaangażował się też w tworzenie chełmskich struktur partii o tej nazwie, powstałej w 2012. 14 grudnia 2013 zasiadł w zarządzie ugrupowania. Na początku stycznia 2014 został zawieszony w prawach członka partii. W lutym 2014 złożył rezygnację z członkostwa w Solidarnej Polsce i w jej klubie parlamentarnym. W wyborach samorządowych w tym samym roku ubiegał się o urząd burmistrza Biłgoraja z własnego komitetu Razem dla Biłgoraja, przegrywając w II turze. W 2015 nie kandydował w kolejnych wyborach parlamentarnych. W wyborach samorządowych w 2018 ponownie kandydował na burmistrza Biłgoraja, zajmując 3. miejsce z wynikiem 11,2% głosów. W 2024 kandydował natomiast na radnego powiatu biłgorajskiego.